# استانیسواف تیم
استانیسواف تیم (لهستانی: Stanisław Aleksy Tym؛ زادهٔ ۱۷ ژوئیهٔ ۱۹۳۷ – درگذشتهٔ ۶ دسامبر ۲۰۲۴) بازیگر و فیلم‌نامه‌نویس اهل لهستان بود.

## فیلم‌شناسی
از فیلم‌ها یا برنامه‌های تلویزیونی‌ای که وی در آنها نقش داشته است، می‌توان به وقتی منو بگیری باهام چکار می‌کنی؟، مرد بی‌نهایت آرام، چهل‌ساله، پرستار کودک، تدی خرسه، کروز و مرز سایه اشاره کرد.

## درگذشت
تیم در ۶ دسامبر ۲۰۲۴، در سن ۸۷ سالگی درگذشت.